# متیو رودریگز
متیو رودریگز (انگلیسی: Mathieu Rodrigues؛ زاده ۷ نوامبر ۱۹۸۵) یک تنیس‌باز اهل فرانسه است.